# Наранхо

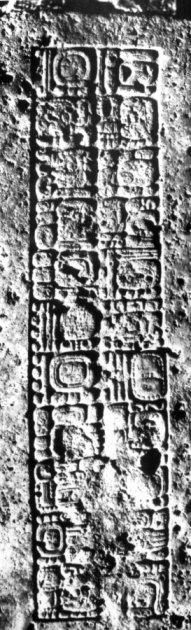
Стела з Наранхо

Наранхо — руїни міста цивілізації мая класичного періоду. Розташоване у департаменті Петен (Гватемала). Назва з іспанської мови перекладається як «Апельсинове дерево». Є частиною національного парку «Яшха-Накум-Наранхо».

## Історія
Стародавня назва цього маянського міста — Машам. Поселення утворилося в середині докласичного періоду. Між VII століттям до н. е. і I ст. н. е. в радіусі 5 км від Наранхо виникли чотири важливі, хоча й другорядні адміністративно-ритуальні центри — Ла-Тракторада, Канахау, Лас-Транкас і Чунвіц. Ці комплекси повинні були стати центрами сільських громад. Наприкінці докласичного періоду усі вони об'єдналися в рамках єдиної міської агломерації, поклавши початок формуванню держави.
У класичний період на місці Наранхо існувало місто Вакчаб'наль, що було столицею Саальського царства (кінець IV— 2-га половина IX ст.). Воно було однією з найбільших і наймогутніших держав на сході регіону мая. Два періоду його найвищого розквіту припали на 550-610-ті роки і на 700 — 730-ті роки відповідно.
У 820 році (стела 32) встановлено останній відомий на сьогодні монумент Наранхо. Остання згадка про політичні події в Вакчаб'налі відноситься до 842 року.

## Опис
Розташоване у північній Гватемалі на відстані близько 10 км на захід від кордону з Белізом, в межиріччі річок Хольмуль і Мопан. загальна площа становить 8 км².

### Архітектура
Місто формувалося по двом основним осях, що розтягнулися по лініях північ-південь і схід-захід. Дорога схід-захід являла собою церемоніальний шлях, що брав початок у західній частині Наранхо, поблизу основної міської водойми, який асоціювався відповідно до маянської космології з «первинними водами», у яких плавала земля. Шлях пролягав вздовж північного фасаду Центрального акрополя, південного боку платформи тріадного акрополя В-5, огинала Е-групу з півночі, поки не досягала головної святині Наранхо — Піраміди С-9. Ось північ-південь утворювалася Північної дорогою, що переходила в Центральну площу і йшла на південь від будівлі В-24.
Міський ландшафт Наранхо є здебільшого прямим відображенням ландшафту природного, віртуозно використаного мешканцями Наранхо в процесі містобудування. Природний рельєф Наранхо формувався навколо 7 невисоких пагорбів, на яких у докласичний період зведено Західний і Центральний акрополі, тріадні акрополі D-1, В-5, С-3, С-10 і С-9. Згодом ці пагорби використовувалися для спорудження чультунів, схованок і штучних печер.
Площа ритуально-адміністративного центру становить 2,25 км² з 389 будівлями Основні будови представлені 6 тріадними комплексами (піраміда, храм, платформа), 2 майданчиків для гри у м'яч, 2 палацових комплексів, 1 астрономічної обсерваторії. Найбільшим і ключовим тріадним комплексом у С-9. Найбільш раннім є «Будівля D-l». Виявлені в районі стадіону для гри в м'яч дві невисокі платформи також примикали до основного шляху.
На півночі Центральної площі під будівлею В-19 знайдено склепінчастий палац, що відноситься до часу занепаду докласичного періоду, який слід відносити до найдавніших прикладів подібного архітектурного стилю в південних областях мая.
У теменосі виявлено чотири тріадних акрополя — D-1, В-5, С-9, С-10. За однією з гіпотез ці палацові комплекси могли символізувати і архітектурно втілювати чотиричастинний розподіл докласичного Наранхо.
Навколо центру виявлено понад 900 будівель різного типу. Планування і складові елементи Групи «В» — «акрополь» з палацовими будівлями відповідає архітектурному «стилю Петен».
Особливістю є «Площа ієрогліфічних сходів». Свою назву отримала через ступені з ієрогліфами на сходах пірамідального Храму В-XVIII та перед акрополем («ієрогліфічні сходи 1»).
До кінця докласичного періоду (керамічний горизонт Чіканель) відноситься поява ранньої версії одної з головних споруд Наранхо — «радіальної» Піраміди В-18, відомої також як «Піраміда ієрогліфічних сходів». Піраміда В-18 — західна піраміда Е-групи, з вершини якої здійснювалося спостереження за рухом сонця і фіксувалися за допомогою розташованої навпроти східної платформи В-20 дні сонцестояння і рівнодення. Головна особливість піраміди — 4 сходи, спадаючі чотирма боками світу і йдуть до розташованого на її вершині храму, що пояснюється особливою роллю піраміди під час громадських церемоній в дні рівнодення.

### Скульптура
Під час кризи докласичного періоду в Наранхо виникла традиція зводити стели біля основи храмових сходів, зокрема, стели встановлені у Пірамід С-9 і С-10.
Загальна кількість стел дорівнює 49, з яких 38 — різьблені і 11 — гладенькі. З цих монументів на честь закінчення 5-річного циклу був встановлений 1, а 10-річного — 3. Як сюжети представлені три групи мотивів: «військова», «династична» і «ритуальна», при цьому перша група чисельно переважає. За своїм стилем відносяться до пізньокласичного періоду й набагато поступаються стелам часів розквіту скульптурного мистецтва мая класичного періоду.
Структура побудови ієрогліфічних текстів у Наранхо мала два варіанти. Перший полягав у тому, що напис починався і закінчувався датою спорудження монументу, в самому тексті охоплювалися події, що відбулися в період між встановленням попереднього монумента і нинішнього. Характерним прикладом є стела 30, встановлена у листопаді 714 року. Другий формат заснований на принципі, коли текст охоплював період від самого раннього з описуваних подій до самого пізнього (стели 3, 18, 24, 29). Стели 2, 25 і 38 починаються з круглих дат, при цьому стели 25 і 38 носять календарно-церемоніальний характер; стели 23 і 35 оповідають про військові події. Важливими для прояснення історії міста-держави є стела 45 та вівтар 2, де йдеться про раніш невідомих правителів.

## Історія досліджень
Було виявлено у 1905 році австрійським дослідником Т. Малером, якого спрямував сюди Музей Пібоді при Гарвардському університеті. Він проводив дослідження до 1908 року. У 1910-х роках тут проводила дослідження експедиція на чолі з Силваном Морлі та Олівером Рікетсоном.
Незважаючи на те, що з моменту відкриття пройшло вже понад 100 років, археологічні розкопки в Наранхо майже не проводилися. За цей час городище сильно постраждало від грабіжників, а про його становлення і розвиток відомо замало. Цей недолік в якійсь мірі заповнює зібрання різьблених стел, що дозволяє отримати уявлення про історію міста (у 1972—1973 завдяки діяльності фахівців Національного інституту археології та історії Мексики вдалося врятувати 19 стел). Лише у 2002 році тут почала працювати команда археологів під керівництвом Вільми Фіалко. Вона працювала тут до 2004 року. У 2006 році Наранхо внесено до Світового фонду монументів.